# 火事息子
『火事息子』（かじむすこ）は、古典落語の演目。江戸落語で演じられる。
火事が好きで勘当された若旦那が火消となり、生家の火災の対応をして、両親と対面を果たすという内容。武藤禎夫は「しっとりとした人情味を感じさせる快い噺」と評している。
講釈が母体となっているとされ、さらに中国の笑話にルーツがあるという。江戸小咄本での初出は享和元年（1801年）の『笑の友』第4巻「恩愛」に見える。

## あらすじ
江戸の町。神田にある質屋の大店「伊勢屋」の若旦那は、子供の頃から、どういうわけか火事が大好きだった。しかし、それが高じて、実家を勘当された挙句、臥煙(定火消し)になってしまう。
ある風の強い冬の日、「伊勢屋」の近所で火事があった。番頭や店のものは、蔵の目塗りなど不慣れな対応で大わらわ。そこへ体中に入れ墨をした火消しの若者が颯爽と現れて、番頭を手助けしてくれた。その若者が若旦那だった。幸い、火は大事にならずに消える。番頭のはからいで若旦那と両親は数年ぶりに、気まずくも嬉しい対面をすることになる。

## バリエーション
若旦那の名は演者によって異なる。以下はその一例。
- 「藤三郎」（初代三遊亭圓右、6代目三遊亭圓生[3]）
- 「徳三郎」（5代目古今亭志ん生、林家彦六）
- 「徳之助」（3代目桂三木助）

また、3代目桂三木助は「夢で若旦那が母親に会い涙を流して目を覚ます」という場面を冒頭に入れていたが、これは4代目古今亭志ん生（鶴本の志ん生）が演じていた型だという。この型は7代目立川談志や三代目三木助の弟子である9代目入船亭扇橋、談志や扇橋の一部の門弟らが踏襲している。

## 録音・録画資料

### 録音資料
8代目林家正蔵（林家彦六）
- 『ザ・ベリー・ベスト・オブ落語 第12巻』(1964年3月31日録音・東宝演芸場） ユーキャン、2004年
- 『なごやか寄席 八代目林家正蔵 火事息子・鰍沢』 ユニバーサルミュージック、2009年12月

3代目桂三木助
- 『席亭 立川談志のゆめの寄席』コロムビアミュージックエンタテインメント、1999年6月

### 映像資料
6代目三遊亭圓生
- 『火事息子 (古典落語名作選12)』NHKソフトウェア、1995年
- 『古典落語名作選 其の5』 NHKソフトウェア、2002年9月
- 『落語研究会六代目三遊亭圓生全集 上』（注：DISC6に収録）TBS、2009年9月